# 新疆粘体虫
新疆粘体虫（学名：Myxosoma sinkiangensis）为粘体科粘体虫属的动物。在中国，分布于新疆等，营寄生生活，寄生在麦穗鱼的鳃。
种加名 sinkiangensis 意为“新疆的”。